# Avenio
Avenio è l'antico nome della città di Avignone. Il nome è presente già nel I secolo a.C., nella forma ellenizzata Aouen(n)ion.

## Toponomastica
Il nome della città è attestato I secolo a.C. La prima menzione di Avignone (Aouen(n)ion) fu fatta da Artemidoro di Efeso. Nella sua opera geografica, riportata da Marciano di Eraclea, lo si sa dalla sintesi fatta da Marciano di Eraclea e da Etnica, un dizionario dei nomi di città che Stefano di Bisanzio redasse sulla base di scritti più antichi.
Semplice emporion greco fondato dai Focesi di Marsiglia intorno al 539 a.C., fu durante il IV secolo a.C. che i Massalioti iniziarono a firmare trattati di alleanza con alcune città della valle del Rodano, tra cui Avignone e Cavaillon.
La città è poi citata nella forma Avenio nel I secolo d.C., Avennion colonia nel II secolo e in seguito appare come civitas Avenione nel IV secolo.
Il toponimo risale al termine prelatino *ab-ēn seguito dal suffisso gallico e latino -(i)onem. Il lemma indoeuropeo *ab / *ap del genere animato designava "le acque" sotto forma di esseri che agiscono e, successivamente, come forze naturali a carattere religioso. Questo lemma indoeuropeo si ritrova nelle lingue celtiche (es: nel gallico abona, abu- "fiume", nel bretone aven "fiume") e probabilmente anche in ligure — una lingua considerata indoeuropea prossima al celtico. Questa etimologia è supportata dalla presenza di due fiumi nei pressi della città: il Rodano e la Durance, fiume chiamato "capriccioso" e anticamente temuto per le sue inondazioni.
Un'altra interpretazione considera il nome proprio latino Avennius, derivato da Avius, seguito dal suffisso di presenza -onem.

## Storia
Verso il 500 a.C., la città si estende attorno all'oppidum edificato sul Rocher des Doms. È una popolazione celto-ligure, i Cavari, che lo occupano e ne fanno successivamente il loro capoluogo. Strabone cita Avenio tra i luoghi cavari importanti.

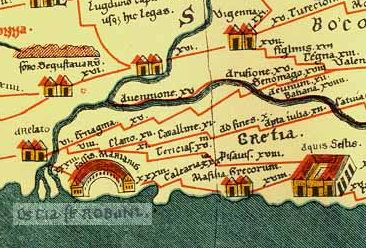
Avenio sulla Tabula Peutingeriana

È probabilmente a questo periodo che risale una delle rare iscrizioni puniche conosciute in Francia e trovate sul sito di Avenio. Nel 1897, degli scavi nel quartiere di Champfleury misero alla luce, a circa  quattro metri di profondità, una stele funeraria incisa su scisto ardesia, materiale sconosciuto a Cartagine. Conservata al Museo Borély di Marsiglia, è stato tradotta da Mayer Lambert:
Sulla sua rocca fortificata, la città resta a lungo la capitale dei Cavari. Il geografo greco Strabone, ne parla come di una delle città più importanti della regione. Un tesoro di oboli massalioti, datati al II secolo a.C. è stato rinvenuto nel 1824 durante gli scavi delle fondamenta dell'Opera in Place de l'Horloge. In quel periodo, la moneta avignonese imitava quella di Massalia; da un lato delle monete è presente la testa di Apollo, dall'altro una ruota o un cinghiale che sormonta le lettere A. O. Y. E., abbreviazione di Aouenion.
Nel 125 a.C., i Marsigliesi, in lotta con i Salluvi, si appellarono ai loro alleati romani. Questi ultimi distrussero l'oppidum di Entremont, luogo eletto a capitale dai Salluvi, e si impadronirono delle città vicine. Nel 121 a.C., i Cavari di Auennion si arrendono praticamente senza opporre resistenza e con lo stabilirsi delle legioni romane nella regione intorno al 120 a.C., i Cavari si allearono con Roma.
Aouenion diventa Avennio sotto la dominazione dell'Impero romano, che la ingloba nella Gallia Narbonese nel 118 a.C. Pomponio Mela la colloca tra le città più fiorenti della provincia.
Parte della 2ª Viennese, Avignone resta una città federata di Marsiglia fino alla conquista della città focea da parte di Gaio Trebonio e Decimo Giunio Bruto, luogotenenti di Cesare, nel 49 a.C., diviene poi città di diritto latino. Diventa colonia romana nel 43 a.C..
La città è fortificata con una cinta di mura che la circonda a partire dal I secolo, a supporto della conquista romana della Gallia. Allora, la città si estendeva su 46 ettari e contava una popolazione di quasi 25 000 abitanti. Il foro romano era collocato ove si trovane la contemporanea Place de l'Horloge.
Negli anni 121 e 122, l'imperatore Adriano soggiorna in Provincia dove visita Vaison-la-Romaine, Orange, Apt e Avignone. Concede a quest'ultima città lo status di colonia romana: Colonia Julia Adriana Avenniensis, e i suoi cittadini sono registrati nella tribù.
Dopo il passaggio di Massimiano, sulla via della guerra contro i Bagaudi, bande di contadini gallici in rivolta, è costruito un primo ponte in legno sul Rodano che unisce  Avignone alla riva destra del fiume. Gli studi dendrocronologici lo situano all'anno 290. Nel III secolo,  una piccola comunità cristiana esiste fuori le mura, attorno a quella che diventerà l'Abbazia di Saint-Ruf.
Nel 333, ad Avignone si ferma l'anonimo pellegrino di Burdigala, diretto a Gerusalemme. Annota sul suo percorso: Civitas Auenione, attestante quindi lo status di città.

## Resti antichi
Ad Avignone rimangono pochissimi monumenti visibili del'epoca di Avenio, anche se il sottosuolo della città ne è ricca. Avignone è fortificata nel periodo romano e, come molte le città romane, possiede numerosi monumenti: tempio, curie, arco di trionfo. Anche se Avignone non ha l'influenza politica di Arles o Nîmes, è un importante centro religioso, amministrativo e commerciale. La vicinanza della Via Agrippa, una delle grandi strade romane, gli conferisce già una certa fama.
Nel 1835, nei suoi Notes d'un voyage dans le midi de la France (Appunti di un viaggio nel sud della Francia), Prosper Mérimée menziona i resti romani situati ai piedi del Palazzo dei Papi (nell'attuale rue de la Peyrollerie); racconta anche che nel 1825 fu scoperto « sulla Place de l'Hôtel-de-Ville, il basamento di un vasto edificio costruito su larga scala e che, dalla sua disposizione, sembrava essere stato uno stabilimento balneare », immediatamente fatto ricoprire dal prefetto di Vaucluse Élysée de Suleau. Sopravvive una serie di portici e i resti del foro nelle attuali rue Saint-Etienne e des Grottes.